# جيمس فورد
جيمس فورد (بالإنجليزية: James Ford)‏ (23 أكتوبر 1981 ببورتسموث في المملكة المتحدة - ) هو لاعب كرة قدم بريطاني في مركز الوسط. لعب مع نادي بورنموث وهافانت أند ووترلوفيل وبوغنور ريجيس تاون وDorchester Town F.C. ‏ وChichester City F.C. ‏ وGosport Borough F.C. ‏ وNew Milton Town F.C. ‏.

## وصلات خارجية
- جيمس فورد على موقع قاعدة بيانات كرة القدم.إي يو (الإنجليزية)
- جيمس فورد على موقع Soccerbase.com (لاعب) (الإنجليزية)